# Luis Santos Silva
Luis Santos Silva (né à une date inconnue au Paraguay) est un joueur de football international paraguayen qui évoluait au poste de milieu de terrain.

## Biographie

### Carrière en sélection
Avec l'équipe du Paraguay, il joue un match (pour aucun but inscrit) en 1955[réf. nécessaire]. 
Il participe avec la sélection paraguayenne au championnat sud-américain de 1955 organisé au Chili.
Il figure dans le groupe des sélectionnés lors de la Coupe du monde de 1958, sans jouer de matchs lors de cette compétition.